# Institucionální revoluční strana
Institucionální revoluční strana (španělsky Partido Revolucionario Institucional, PRI) je mexická politická strana, kterou jako roku 1929 založil Plutarco Elías Calles a která nepřetržitě ovládala zemi 71 let, od roku 1929 do roku 2000. Strana má nejvyšší počet členů ze všech politických uskupení v Mexiku.[zdroj?] Členům se říká priístas a straně se přezdívá el tricolor podle trikolóry v mexických národních barvách, kterou používá jako symbol. Původní jméno strany bylo Národní revoluční strana (do roku 1938) a poté Strana mexické revoluce (do roku 1946). Institucionální revoluční strana je od roku 1996 členkou Socialistické internacionály, nepatří však ke klasickým sociálnědemokratickým stranám, její politika je více centristická a korporativistická. Jejím hlavním soupeřem je středopravá Strana národní akce (Partido Acción Nacional, PAN)

## Historie
V roce 1989 se od PRI odtrhlo její levé křídlo, které se spojilo s dalšími levicovými skupinami a založilo Stranu demokratické revoluce (Partido de la Revolución Democrática, PRD).